# アレハンドロ・ラゴ
アレハンドロ・ラゴ（Alejandro Lago, 1979年6月28日 - ）は、ウルグアイ・モンテビデオ出身の元同国代表サッカー選手。現役時代のポジションはディフェンダー。

## 所属クラブ
- CAフェニックス 2000-2002

→ CAペニャロール (loan) 2004-2005
- CAフェニックス 2004-2005
- ローゼンボリBK 2005-2011

→ CAベジャ・ビスタ (loan) 2006
→ IFKヨーテボリ (loan) 2006
- モンテビデオ・ワンダラーズFC 2012-2013
- CAセロ 2013-2014
- CAプログレッソ 2014-2015